# Bělehradská surrealistická skupina
Bělehradská surrealistická skupina byla jednou z nejvýznamnějších avantgardních skupin v Jugoslávii, s organizovanou tvorbou, spolupracující s dobovými kulturními centry Evropy (především Paříží). Její představitelé pocházeli z různého prostředí, často představovali jen těžkou sourodou, avšak stejnými cíli spojenou, skupinu literátů. Vymezovali se proti dosavadní literatuře a žádali svobodu tvorby. Měli těsné vazby k francouzské literatuře, vycházeli z řady avantgardních proudů a politicky měli blízko k levici (marxismu).

## Vývoj

### Raná léta
Srbská (potažmo bělehradská) surrealistická skupina začala vznikat kolem roku 1922 poté, co byl vydán časopis Putevi. O dva roky později pak v Paříži začal vycházet časopis La revolution surrealiste (Surrealistická revoluce). Francie se stala malé skupině autorů, mezi které patřili Marko Ristić, Milan Dedinac, Dušan Matić a Aleksandar Vučo, vzorem. Navázali s tehdejšími francouzskými surrealisty těsné vazby, které vydržely po celou dobu existence hnutí. Mnozí francouzští surrealisté tak publikovali svá díla v srbských (jugoslávských) periodikách a obráceně. O bělehradské tvorbě si mohli francouzští čtenáři přečíst víceméně v každém literárním časopisu, který ve Francii vycházel. Všichni srbští surrealisté byli vzdělaní literáti, kteří uměli plynně francouzsky, a kteří opovrhovali tradičním, vesnickým životem. To se také odrazilo v jejich tvorbě a záměrech, kam domácí surrealistickou tvorbu vést. Mnohdy se spíše než literatuře věnovali filozofii.[zdroj?]
Období druhé poloviny 20. let je dobou, kdy byla vydána četná díla se surrealistickou tematikou, avšak jednotliví autoři ještě nevytvořili pevně definovanou literární skupinu, která by se přihlásila k surrealismu jako takovému. Jovan Deretić ji označuje jako tzv. předsurrealistickou.

### Vrcholné období
Na počátku 30. let, i přesto, že v Jugoslávii vládne silně nedemokratický a represivní režim, vstoupila surrealistická tvorba Bělehradské skupiny do své vrcholné fáze. Od roku 1930 používala bělehradská skupina umělců název surrealisté (srbochorvatsky nadrealisti). Srbský literární historik Jovan Deretić považuje rok 1930 za přelomový; za období, kdy se bělehradská surrealistická skupina stala jedním celkem, s jasně definovaným okruhem autorů a vlastním literárním programem.
Ke skupině "veteránů" se navíc připojila celá řada dalších autorů, jako např. Oskar Davičo, či Koča Popović. Podobně jako tomu bylo v případě jiných literárních směrů se tak i v případě surrealistů lze setkat s čímsi, co není vzdáleno pojmu "střet generací", mezi staršími a novějšími autory, a to byť tento rozdíl byl pouze 10 let.

### Transformace a zánik
Počátek 30. let byl i v Jugoslávii obdobím Velké hospodářské krize. Nástup fašismu v nedalekém Německu (po anšlusu v roce 1938 Německo s Jugoslávií přímo i sousedilo) a hospodářské úspěchy Sovětského svazu, vedeného Stalinem (resp. jejich prezentace v Evropě) se musely především mezi levicově orientovanými surrealistickými autory projevit určitým způsobem.
Původní surrealistická formace se rozpadla někdy kolem roku 1932. Většina z tehdejších tvůrců se nakonec připojila proudu tzv. sociální literatury, levicově orientované tvorby, které se v budoucnosti (po druhé světové válce stala jedním z proudů, protežovaných komunistickou mocí. Mezi autory, kteří se jasně přidali na stranu sociálně orientované tvorby a později i vstoupili do komunistické strany patří např. Koča Popović, budoucí partyzánský vůdce a blízký spolupracovník Josipa Broze. Komunisté přijali rozhodně raději sociální literaturu, než surrealismus, neboť druhý z uvedených směrů jim připadal jako pokus "freudizovat marxismus" a zcela ignoroval úlohu literatury pro účely politické agitace.
Spolupráce s komunisty, či jinými protirežimními aktivisty a revoluční činnost vedla mnohé srbské surrealisty do střetu s tehdejší mocí. Např. Koča Popovič, Oskar Davičo, či Đorđe Jovanović tak byli za své aktivity i vězněni.
Opačným příkladem byl naopak Marko Ristić, který surrealistické pozice opustil a svou další literární činnost obrátil postupně zpět k duchu modernismu. Stal se také spolupracovníkem jednoho z nejvýznamnějších chorvatských autorů 20. století, Miroslava Krleži. Spolu s ním pak vedl četné polemiky s autory jugoslávské sociálně laděné literatury.
Extrémním příkladem pak byl Đorđe Jovanović, který se veřejně rozhodl surrealistického pohledu na literaturu zříci.

## Literární tvorba
Srbští surrealisté byli zprvu autory literárních kritik. Postupem času se právě přes ně však dopracovali až k manifestu. Surrealistických manifestů bylo jen v meziválečném Bělehradě vydáno kolem několika desítek. Mezi surrealistické manifesty patří např. ten, který byl uveden v časopisu Nemoguće (francouzsky L' impossible, česky Nemožné), pod který se podepsalo více než deset tehdejších jugoslávských, i zahraničních[zdroj?] spisovatelů. Poté vyšel text s názvem Čeljust dijalektike (čelist dialektiky). Pak následovala celá plejáda dalších: Pozicija nadrealizma (Pozice surrealismu), Nadrealizam danas i ovde (Surrealismus dnes a tady), Nacrt za jednu fenomenologiju iracionalnog (Návrh pro jednu fenomenologii iracionálního).
Srbští surrealisté, podobně jako tomu bylo v případě těch francouzských, odmítli dosavadní pravidla literární tvorby. Považovali je za příliš svazující; vadil jim především značný formalismus, spočívající na užívání dlouhodobě zavedených a známých vzorů. Někteří tak své romány označovaly jako anti-romány, básně jako anti-básně a poémy jako anti-poémy.[zdroj?]
Surrealistické básně jsou vždy výrazem něčeho nového; překračují tvorbu původních starších období a hledají souvislosti, které by v dřívější době byly považovány za něco, co jde proti literárním pravidlům. Tím je především pokus o spojení vědomého a nevědomého. Metoda tvorby, kterou si surrealisté osvojili (automatické psaní), vyžadovala potlačení rozumu a v duchu psychoanalýzy otevření se vlastnímu podvědomí. Diktát rozumu měl ustoupit diktátu mysli; cílem bylo – pomocí metod, které používal Sigmund Freud – najít "skutečné fungování mysli, odstranit diktát rozumu, či estetických pravidel". Tím tak srbští surrealisté plně přijali teze Andrého Bretona. Surrealistické básně, poémy i romány se tak soustřeďují na témata, jakými je mysl, představa, sen, ale třeba i strach, obavy apod.[zdroj?]
Svoji tvorbu, která byla především básnického charakteru, uveřejňovali srbští surrealističtí tvůrci v almanaších a časopisech. Mnozí z nich byli zkušení žurnalisté (např. Marko Ristić byl jednu dobu spolu s Miroslavem Krležou spolupracovníkem deníku Politika) a proto i mnohé z nich velmi úspěšně založili a rozvíjeli. Mezi nejvýznamnější patří alespoň z hlediska literární historie časopisy Putevi (Cesty) a později Svedočanstva (Svědectví).
Román se zdá být žánrem, který je tak trochu mezi surrealistickými tvůrci pozapomenut. V letech 1927 – 1928 vyšly celkem tři surrealistické romány; Sa silama nemirljivim (S nezměřitelnými silami) Rastka Petroviće, Bez mere (Bez míry) Marka Ristiće a Koren vida (Kořen vidění) Aleksandra Vuča.

## Spolupráce s ostatními tvůrci
Srbští surrealisté sice představovali jednu jasně vymezenou a definovanou skupinu, nicméně s ostatními autory své doby buď otevřeně spolupracovali, či s nimi vedli polemiku v literárním prostředí. Marko Ristić napsal celou řadu literárních kritik o mnohých v meziválečné době vyšlých dílech a sepsal řadu esejí, ve které se soustředil na meziválečné jugoslávské tvůrce (např. Rastka Petroviće, či Miloše Crnjanského).
Miloš Crnjanski byl jako modernistický[zdroj?] autor předmětem zájmu řady bělehradských surrealistů. Tzv. sumatraismus, který inicioval, má celou řadu rysů společných s domácím surrealismem.[zdroj?]
Mezi bělehradské surrealisty bývá[zdroj?] někdy také řazen i Dragan Aleksić, jediný jugoslávský představitel dadaismu a vydavatel časopisů Dada tank a Dada jazz.

## Spisovatelé
- Oskar Davičo
- Milan Dedinac
- Mladen Dimitrijević (vlastním jménem Dimitrije Dedinac)
- Ljubiša Jocić
- Đorđe Jovanović
- Đorđe Kostić
- Slobodan Kušić
- Dušan Matić
- Branislav Branko Milovanović
- Rastko Petrović
- Koča Popović
- Petar Popović
- Risto Ratković
- Marko Ristić
- Ševa Ristić (vlastním jménem Jelica Živadinović)
- Dušan Duda Timotijević
- Aleksandar Vučo
- Julijana Lula Vučo
- Nikola Vučo
- Vane Bor (vlastním jménem Stevan Živadinović)
- Radojica Živanović Noe